# Jean Baptiste Vanmour

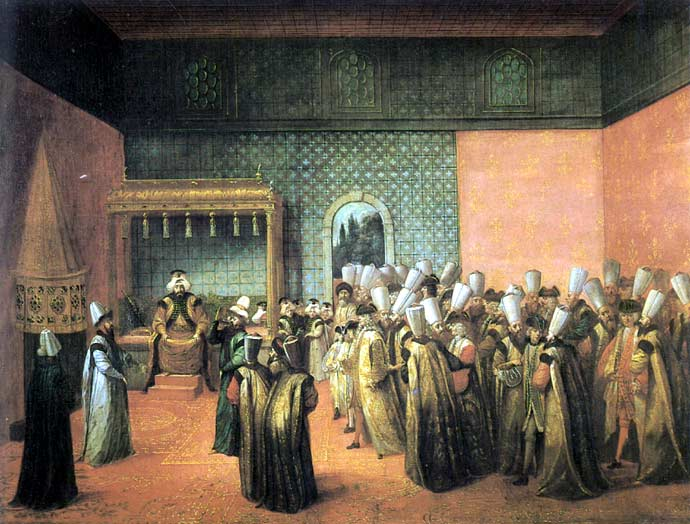
Ontvangst bij sultan Ahmed III op 10 oktober 1724, door Jean-Baptiste Van Mour

Jean Baptiste Vanmour of Van Mour (1671 – 1737) was een Vlaams schilder die bekend is vanwege zijn Turkse schilderijen. Zijn werk is niet alleen van artistiek belang, maar ook uit cultuur-historisch oogpunt interessant. Door zijn werk werd op zijn Turks gekleed gaan mode, zoals in 1719 bij het huwelijk van August III van Polen. Bijzonder is dat het Rijksmuseum sinds 1903 de grootste collectie schilderijen van Vanmour bezit, afkomstig uit de erfenis van de Nederlandse ambassadeur Cornelis Calkoen. Vanmour was een van de schilders van de artistieke beweging die ook wel aangeduid wordt als turkomanie

## Biografie
Over de opleiding van Vanmour en zijn vroege jaren als schilder is weinig bekend. Zijn vader was schrijnwerker in het Henegouwse Valencijn dat in 1678 door de Fransen veroverd was. In 1699 vertrok hij naar Constantinopel, in het gevolg van de nieuwe Franse ambassadeur, markies Charles de Ferriol, die hij in Parijs had leren kennen. In Constantinopel schilderde Vanmour verschillende bevolkingsgroepen, binnenshuis of op het platteland, topografische gezichten, historiestukken en honderd afbeeldingen van klederdrachten in het Osmaanse Rijk. Van Mour had aanzien en het vertrouwen van de Verheven Porte, want de ambassadeur had wegens onenigheid geen toegang tot het Topkapi paleis van de sultan Ahmed II.
Nadat De Ferriol in 1711 met psychische problemen terugkeerde naar Frankrijk, bleef Vanmour achter aan de Bosporus. De Ferriol gepubliceerd in 1714 gravures naar de schilderijen in Recueil de cent estampes représentant différantes nations du Lévant. Het werk vond gretig aftrek, zodat een tweede druk verscheen in het volgende jaar.
In 1727 werd Cornelis Calkoen ambassadeur voor de Republiek der Zeven Verenigde Nederlanden en hij vroeg Vanmour om de bijeenkomsten met Ahmed III vast te leggen. Calkoen was zo tevevreden met het resultaat dat hij hem nog tientallen opdrachten verstrekte. Om aan de vraag naar schilderijen te kunnen voldoen liet hij zijn composities in zijn atelier door assistenten kopiëren.
Vanmour werd begraven - naar het schijnt - naast Baron de Sarignac op het Jezuïetenkerkhof in Galata.